# 中本真人
中本 真人（なかもと　まさと、1981年5月11日 - ）は、日本の俳人、国文学者、芸能史学者。博士（文学）（慶應義塾大学）。新潟大学人文学部准教授。専門は、宮廷の御神楽を中心とする古代中世芸能史の研究。

## 略歴
- 1981年 - 奈良県北葛城郡新庄町（現・葛城市）に生まれる。奈良県立郡山高等学校を経て、慶應義塾大学文学部入学。
- 2001年 - 慶應義塾大学俳句研究会入会。
- 2002年 - 俳誌「山茶花」に入会。三村純也に師事。
- 2005年 - 同大学文学部人文社会学科国文学専攻卒業。
- 2007年 - 同大学大学院文学研究科国文学専攻修士課程修了。
- 2010年 - 同大学大学院文学研究科国文学専攻博士課程単位取得退学。
- 2013年 - 『宮廷御神楽芸能史』で志田延義賞受賞。

## 著書

### 単著
- 句集『庭燎』 ふらんす堂 2011年
- 『宮廷御神楽芸能史』新典社 2013年

### 共著
- 『新撰21』 (セレクション俳人プラス)  邑書林 2009年